# Кузнецовский район

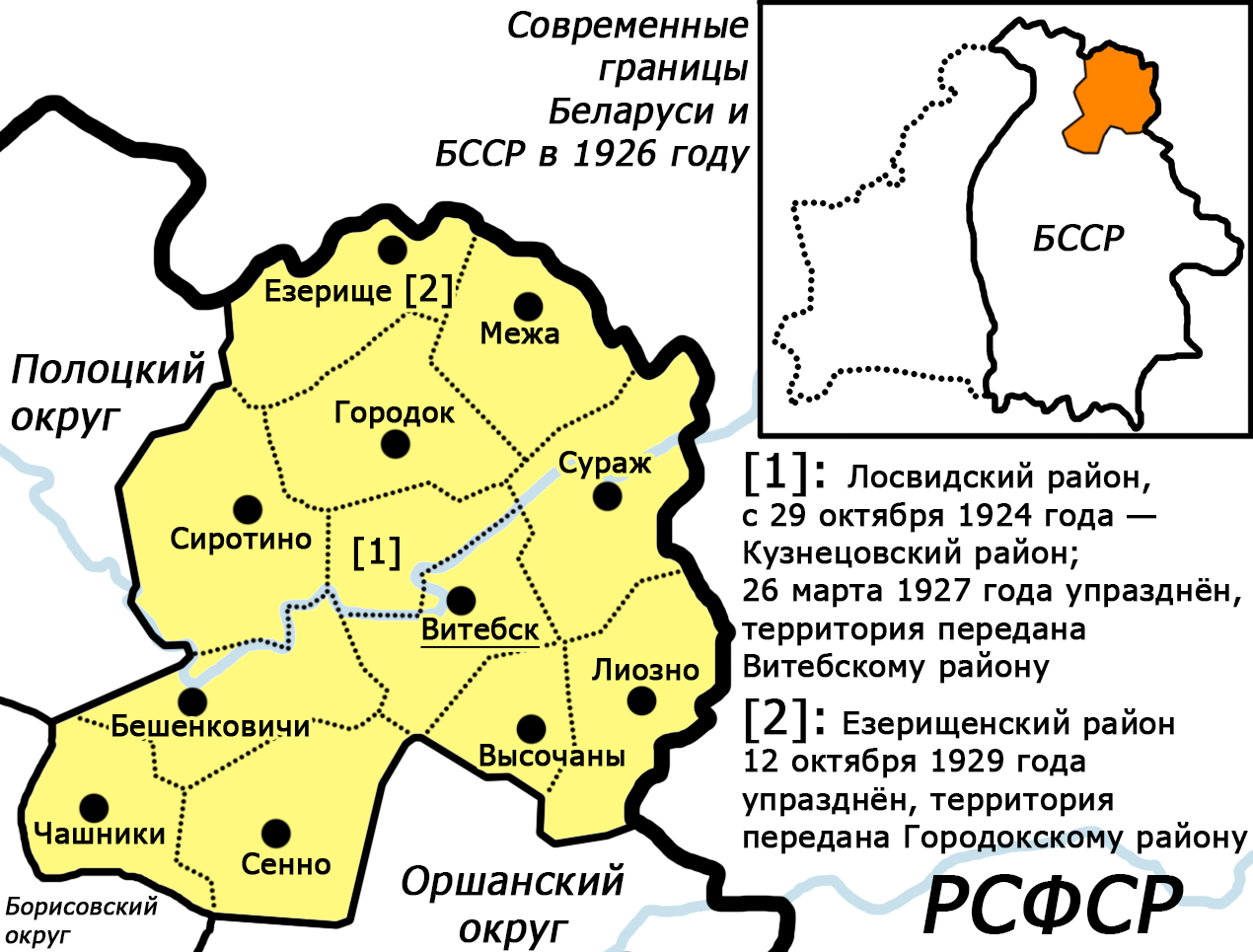
Примерные границы района на карте Витебского округа (обозначен как [1])

Кузнецо́вский район (бел. Кузняцоўскі раён) — упразднённый район Белорусской ССР, существовавший в 1924—1927 годах. В июле-октябре 1924 года назывался Лосвидским районом. Располагался на северо-западе современного Витебского района, на правом берегу Западной Двины.

## История
17 июля 1924 года II сессия ЦИК БССР ввела деление страны на округа и районы. В числе прочих был создан Лосвидский район с центром на станции Лосвидо, однако 29 октября во время окончательного установления границ районов он был переименован в Кузнецовский, по названию деревни Кузнецово. По состоянию на январь 1925 года в районе было 10 сельсоветов. Административный центр района находился в Витебске.
Район был ликвидирован 26 марта 1927 года, его территория присоединялась к Витебскому району.